# Kenneth Faried
Kenneth Faried, né le 18 novembre 1989 à Newark dans le New Jersey, est un joueur américain de basket-ball. Mesurant 1,98 mètre et pesant 99,8 kilogrammes, il évolue aux postes d'ailier fort et de pivot.

## Biographie

### Carrière junior
Kenneth Faried étudie au lycée Technology High School de Newark, New Jersey. En raison de son physique élancé et de ses faibles résultats aux tests normalisés, il n’est pas recruté après le lycée, ne recevant que l’intérêt de Iona College, Marist College (en) et Morehead State University. Finalement, il rejoint Morehead State University.

### Carrière professionnelle
Kenneth Faried est drafté lors de la draft 2011 de la NBA en 22e position par les Nuggets de Denver.

#### Nuggets de Denver (2011-2018)
À l'issue de sa première saison en National Basketball Association (NBA) avec les Nuggets de Denver, où ses statistiques sont de 10,2 points, 7,7 rebonds, 0,8 passe, 0,7 interception et 1,0 contre, il figure dans le premier cinq des débutants, ou rookie.
Il est élu meilleur joueur de la conférence Ouest pour la semaine du 4 au 11 novembre 2012 avec des moyennes de 16,8 points et 12,8 rebonds en quatre matchs et autant de victoires.
Lors de la saison 2012-2013, il reçoit le trophée J. Walter Kennedy Citizenship Award qui récompense le joueur qui s’engage le plus pour les fans ou la communauté.

#### Nets de Brooklyn (2018-2019)
Le 12 juillet 2018, il est envoyé aux Nets de Brooklyn dans un échange à trois équipes impliquant les Nets, les Hawks d'Atlanta et les Nuggets de Denver.

#### Rockets de Houston (2019)
Il rompt ensuite son contrat avec les Nets en janvier 2019 et signe avec les Rockets de Houston pour pallier l'absence sur blessure de Clint Capela.

#### Hors de la NBA
En novembre 2019, sans contrat en NBA, Faried rejoint le club chinois des Zhejiang Lions. Après avoir participé à sept matchs, Faried aurait vu son contrat avec Zhejiang prendre fin le 4 décembre. Le manque de ressources financières des Lions amène Faried à retourner aux États-Unis en tant qu’agent libre.
En août 2021, il participe à la 2021 NBA Summer League avec les Trail Blazers de Portland.
En octobre 2021, Faried s'engage avec le club portoricain des Leones de Ponce. Il joue 3 rencontres avec les Leones avant de rejoindre le CSKA Moscou, un des plus importants clubs européens. Il vient avec un contrat temporaire de deux mois pour pallier l'absence sur blessure de Nikola Milutinov,,.
Après son passage au CSKA, Faried s'engage avec le Gold de Grand Rapids, équipe de G-League affiliée au Nuggets, fin décembre 2021. Le 15 mars 2022, il est coupé par le Gold.
Mi-septembre 2022, il rejoint le championnat mexicain en s'engageant avec les Soles de Mexicali (en). Un mois plus tard, et après avoir joué seulement 6 matches pour une moyenne de 15,2 points par match, il rejoint le Venezuela et les Guaiqueríes de Margarita.
Le 12 novembre 2022, il retrouve la G-League en s'engageant avec les Spurs d'Austin. Le 13 décembre 2022, après seulement 11 matches pour des moyennes par match de 4,8 points et 5,5 rebonds, il est coupé par Austin. Faried rejoint ensuite les Capitanes de Mexico, une équipe de G-League évoluant dans la ville de Mexico.

## Clubs successifs
- 2008-2011 :  Eagles de Morehead State (NCAA)
- 2011-2018 :  Nuggets de Denver (NBA)
- 2018-2019 :  Nets de Brooklyn (NBA)
- 2019 :  Rockets de Houston (NBA)
- 2019 :  Zhejiang Lions (CBA)
- 2021 :  Leones de Ponce (BSN)
- 2021 :  CSKA Moscou (VTB United League)
- 2021-2022 :  Gold de Grand Rapids (G-League)
- 2022 :  Soles de Mexicali (LNBP)
- 2022 :  Guaiqueries de Margarita (SBV)
- 2022 :  Spurs d'Austin (G-League)

## Statistiques

### Universitaires
| Saison    | Équipe              | Matchs | Titul. | Min./m | % Tir | % 3pts | % LF | Rbds/m. | Pass/m. | Int/m. | Ctr/m. | Pts/m. |
| --------- | ------------------- | ------ | ------ | ------ | ----- | ------ | ---- | ------- | ------- | ------ | ------ | ------ |
| 2007-2008 | Morehead State (en) | 30     | 20     | 20,2   | 51,6  | 0,0    | 58,0 | 8,03    | 0,30    | 1,23   | 0,80   | 10,50  |
| 2008-2009 | Morehead State      | 36     | 36     | 30,1   | 55,6  | 40,0   | 57,7 | 13,00   | 1,44    | 1,89   | 1,89   | 13,86  |
| 2009-2010 | Morehead State      | 35     | 32     | 30,3   | 56,4  | 25,0   | 59,5 | 13,03   | 0,54    | 1,60   | 1,91   | 16,86  |
| 2010-2011 | Morehead State      | 35     | 34     | 34,7   | 62,3  | 0,0    | 57,7 | 14,51   | 1,06    | 1,91   | 2,34   | 17,29  |
| Carrière  | Carrière            | 136    | 122    | 29,1   | 56,9  | 25,0   | 58,3 | 12,30   | 0,86    | 1,68   | 1,77   | 14,77  |

### Professionnelles

#### Saison régulière
| Saison    | Équipe   | Matchs | Titul. | Min./m | % Tir | % 3pts | % LF | Rbds/m. | Pass/m. | Int/m. | Ctr/m. | Pts/m. |
| --------- | -------- | ------ | ------ | ------ | ----- | ------ | ---- | ------- | ------- | ------ | ------ | ------ |
| 2011–2012 | Denver   | 46     | 39     | 22,5   | 58,6  | 0,0    | 66,5 | 7,65    | 0,78    | 0,74   | 1,02   | 10,24  |
| 2012–2013 | Denver   | 80     | 80     | 28,1   | 55,2  | 0,0    | 61,3 | 9,18    | 0,97    | 1,01   | 1,05   | 11,54  |
| 2013–2014 | Denver   | 80     | 77     | 27,2   | 54,5  | 0,0    | 65,0 | 8,55    | 1,20    | 0,88   | 0,86   | 13,70  |
| 2014–2015 | Denver   | 75     | 71     | 27,8   | 50,7  | 12,5   | 69,1 | 8,91    | 1,19    | 0,83   | 0,76   | 12,61  |
| 2015–2016 | Denver   | 67     | 64     | 25,3   | 55,8  | 50,0   | 61,3 | 8,67    | 1,18    | 0,48   | 0,90   | 12,46  |
| 2016-2017 | Denver   | 61     | 34     | 21,2   | 54,8  | 0,0    | 69,3 | 7,57    | 0,90    | 0,70   | 0,66   | 9,62   |
| 2017-2018 | Denver   | 32     | 7      | 14,4   | 51,4  | 0,0    | 70,6 | 4,78    | 0,56    | 0,38   | 0,41   | 5,88   |
| 2018-2019 | Brooklyn | 12     | 0      | 9,8    | 59,5  | 20,0   | 62,5 | 3,67    | 0,17    | 0,17   | 0,33   | 5,08   |
| 2018-2019 | Houston  | 25     | 13     | 24,4   | 58,7  | 35,0   | 65,1 | 8,24    | 0,72    | 0,60   | 0,76   | 12,92  |
| Carrière  | Carrière | 478    | 385    | 24,5   | 54,6  | 22,2   | 65,4 | 8,13    | 0,98    | 0,73   | 0,82   | 11,36  |

Dernière mise à jour le 21 décembre 2020.

#### Playoffs
| Saison   | Équipe   | Matchs | Titul. | Min./m | % Tir | % 3pts | % LF | Rbds/m. | Pass/m. | Int/m. | Ctr/m. | Pts/m. |
| -------- | -------- | ------ | ------ | ------ | ----- | ------ | ---- | ------- | ------- | ------ | ------ | ------ |
| 2012     | Denver   | 7      | 7      | 27,4   | 53,3  | 0,0    | 75,0 | 10,00   | 0,57    | 0,71   | 1,14   | 10,43  |
| 2013     | Denver   | 5      | 4      | 28,9   | 62,5  | 0,0    | 73,3 | 8,40    | 0,20    | 1,00   | 0,20   | 10,20  |
| 2013     | Houston  | 6      | 0      | 9,4    | 69,2  | 100,0  | 83,3 | 3,50    | 0,33    | 0,33   | 0,00   | 4,00   |
| Carrière | Carrière | 18     | 11     | 21,8   | 58,1  | 100,0  | 75,8 | 7,39    | 0,39    | 0,67   | 0,50   | 8,22   |

Dernière mise à jour le 13 juin 2021.

## Records sur une rencontre en NBA
Les records personnels de Kenneth Faried, officiellement recensés par la NBA sont les suivants :
| Type de statistique        | Saison régulière | Saison régulière                                      | Saison régulière             | Playoffs | Playoffs                                            | Playoffs                    |
| Type de statistique        | Record           | Adversaire                                            | Date                         | Record   | Adversaire                                          | Date                        |
| -------------------------- | ---------------- | ----------------------------------------------------- | ---------------------------- | -------- | --------------------------------------------------- | --------------------------- |
| Points                     | 34               | Pelicans de La Nouvelle-Orléans                       | 2 avril 2014                 | 15       | Lakers de Los Angeles @ Warriors de Golden State    | 10 mai 2012 26 avril 2013   |
| Paniers marqués            | 14               | Lakers de Los Angeles Pelicans de La Nouvelle-Orléans | 7 mars 2014 2 avril 2014     | 6        | 3 fois                                              |                             |
| Paniers tentés             | 20               | Lakers de Los Angeles @ Thunder d'Oklahoma City       | 7 mars 2014 27 décembre 2015 | 16       | Lakers de Los Angeles                               | 4 mai 2012                  |
| Paniers à 3 points réussis | 2                | @ Warriors de Golden State                            | 23 février 2019              |          |                                                     |                             |
| Paniers à 3 points tentés  | 4                | @ Warriors de Golden State                            | 23 février 2019              |          |                                                     |                             |
| Lancers francs réussis     | 9                | 3 fois                                                |                              | 4        | @ Lakers de Los Angeles                             | 1er mai 2012                |
| Lancers francs tentés      | 15               | Timberwolves du Minnesota                             | 11 décembre 2015             | 4        | @ Lakers de Los Angeles Warriors de Golden State    | 1er mai 2012 30 avril 2013  |
| Rebonds offensifs          | 12               | Timberwolves du Minnesota                             | 26 décembre 2014             | 6        | @ Lakers de Los Angeles Lakers de Los Angeles       | 1er mai 2012 4 mai 2012     |
| Rebonds défensifs          | 15               | Jazz de l'Utah                                        | 12 avril 2014                | 9        | Lakers de Los Angeles @ Warriors de Golden State    | 28 avril 2013 4 mai 2012    |
| Rebonds totaux             | 25               | Timberwolves du Minnesota                             | 26 décembre 2014             | 15       | Lakers de Los Angeles                               | 4 mai 2012                  |
| Passes décisives           | 5                | Jazz de l'Utah                                        | 12 avril 2014                | 2        | Lakers de Los Angeles                               | 4 mai 2012                  |
| Interceptions              | 4                | 5 fois                                                |                              | 2        | @ Warriors de Golden State Warriors de Golden State | 26 avril 2013 30 avril 2013 |
| Contres                    | 5                | @ Warriors de Golden State                            | 29 novembre 2012             | 3        | Lakers de Los Angeles                               | 6 mai 2012                  |
| Balles perdues             | 6                | @ Warriors de Golden State Jazz de l'Utah             | 10 avril 2014 12 avril 2014  | 4        | @ Lakers de Los Angeles                             | 12 mai 2012                 |
| Minutes jouées             | 48               | @ Warriors de Golden State                            | 10 novembre 2012             | 36       | Lakers de Los Angeles                               | 4 mai 2012                  |

- Double-double : 122 (dont 5 en playoffs) (au 21/12/2018)
- Triple-double : aucun.

## Palmarès
- Médaillé d'or à la coupe du monde 2014 en Espagne.